# Antemurale
Antemurale – rocznik wydawany w latach 1954–1985 przez Polski Instytut Historyczny w Rzymie. 

## Historia
Kluczową rolę w jego powstaniu miał ksiądz Walerian Meysztowicz. W skład rady pisma wchodzili: Maria Danilewicz Zielińska, Karolina Lanckorońska, Henryk Paszkiewicz. W czasopiśmie ukazywały się rozprawy autorów polskich (rzadziej obcych) w języku angielskim, francuskim, włoskim oraz po łacinie. Wydawano też teksty źródłowe. Tematyka głównie mediewistyczna. Od tomu 16 (1972) redaktorem był naczelnym Walerian Meysztowicz, od tomu 24 (1980) redaktorem naczelnym była Maria Danilewicz Zielińska.

## Spis numerów i skład komitetów redakcyjnych[1]
- Vol.1 (1954), Edidit: Institutum Historicum Polonicum Romae – Valerianus Meysztowicz – praeses;  Joepshus Warszawski – vice-praeses; Petrus Naruszewicz – vice-praeses; Stanislaus Jezierski – secretarius Instituti; Wladislaus Kujawski - secretarius Editionum.
- Vol.2 (1955), Edidit: Institutum Historicum Polonicum Romae – Valerianus Meysztowicz – praeses;  Joepshus Warszawski – vice-praeses; Stanislaus Jezierski – secretarius Instituti; Wladislaus Kujawski - secretarius Editionum.
- Vol.3 (1956), Edidit: Institutum Historicum Polonicum Romae – Valerianus Meysztowicz – praeses;  Joepshus Warszawski – vice-praeses; Stanislaus Jezierski – secretarius Instituti; Wladislaus Kujawski - secretarius Editionum.
- Vol.4 (1958), Edidit: Institutum Historicum Polonicum Romae – Valerianus Meysztowicz; Josephus Warszawski S.I.; Carolina Lanckorońska, Martinus Wojciechowski, Wanda de Andreis Wyhowska;
- Vol.5 (1959), Edidit: Institutum Historicum Polonicum Romae – Valerianus Meysztowicz; Josephus Warszawski S.I.; Carolina Lanckorońska, Martinus Wojciechowski, Wanda de Andreis Wyhowska; Stanislaus Janikowski, Lucianus Łuszczki O.F.M.;
- Vol.6 (1960/1961), Edidit: Institutum Historicum Polonicum Romae, Editionum curatores: Valerianus Meysztowicz; Carolina Lanckorońska; Wanda de Andreis Wyhowska;
- Vol.7/8 (1963), Edidit: Institutum Historicum Polonicum Romae, Editionen curaverunt: Valerianus Meysztowicz; Henricus Paszkiewicz; Carolina Lanckorońska;
- Vol.9 (1965),  Edidit: Institutum Historicum Polonicum Romae, Editionen curaverunt: Valerianus Meysztowicz; Carolina Lanckorońska;
- Vol.10 (1966), Edidit: Institutum Historicum Polonicum Romae + Societas Polonica  Scientarum et litterarum in Exeris Londinii (PTNO), Editionen curaverunt: Henricus Paszkiewicz; Carolina Lanckorońska;
- Vol.11 (1967), Edidit: Institutum Historicum Polonicum Romae + Societas Polonica  Scientarum et litterarum in Exeris Londinii, Editionen curaverunt: Henricus Paszkiewicz; Carolina Lanckorońska;
- Vol.12 (1968), Edidit: Institutum Historicum Polonicum Romae + Societas Polonica  Scientarum et litterarum in Exeris Londinii, Editionen curaverunt: Henricus Paszkiewicz; Carolina Lanckorońska;
- Vol.13 (1969), Edidit: Institutum Historicum Polonicum Romae + Societas Polonica  Scientarum et litterarum in Exeris Londinii, Editionen curaverunt: Carolina Lanckorońska; Wanda Wyhowska de Andreis;
- Vol.14 (1970), Edidit: Institutum Historicum Polonicum Romae + Societas Polonica  Scientarum et litterarum in Exeris Londinii, Editionen curaverunt: Carolina Lanckorońska; Wanda Wyhowska de Andreis;
- Vol.15 (1971), Edidit: Institutum Historicum Polonicum Romae, Consilium moderatorum: Valerianus Meysztowicz – praeses; Maria Danilewiczowa, Carolina Lanckorońska, Henricus Paszkiewicz, Wanda Wyhowska de Andreis;
- Vol.16 (1972), Edidit: Institutum Historicum Polonicum Romae, Consilium moderatorum: Valerianus Meysztowicz – praeses; Maria Danilewiczowa, Carolina Lanckorońska, Henricus Paszkiewicz, Wanda Wyhowska de Andreis;
- Vol.17 (1974), Edidit: Institutum Historicum Polonicum Romae, Consilium moderatorum: Valerianus Meysztowicz – praeses; Maria Danilewicz Zielińska, Carolina Lanckorońska, Henricus Paszkiewicz, Wanda Wyhowska de Andreis;
- Vol.18 (1974), Edidit: Institutum Historicum Polonicum Romae, Consilium moderatorum: Valerianus Meysztowicz – praeses; Maria Danilewicz Zielińska, Carolina Lanckorońska, Henricus Paszkiewicz, Wanda Wyhowska de Andreis;
- Vol.19 (1975),  Edidit: Institutum Historicum Polonicum Romae, Consilium moderatorum: Valerianus Meysztowicz – praeses; Maria Danilewicz Zielińska, Carolina Lanckorońska, Henricus Paszkiewicz, Wanda Wyhowska de Andreis;
- Vol.20 (1976), Edidit: Institutum Historicum Polonicum Romae, Consilium moderatorum: Valerianus Meysztowicz – praeses; Maria Danilewicz Zielińska, Carolina Lanckorońska, Henricus Paszkiewicz, Wanda Wyhowska de Andreis;
- Vol.21 (1977), Edidit: Institutum Historicum Polonicum Romae, Consilium moderatorum: Valerianus Meysztowicz – praeses; Maria Danilewicz Zielińska, Carolina Lanckorońska, Henricus Paszkiewicz, Wanda Wyhowska de Andreis;
- Vol.22 (1978), Edidit: Institutum Historicum Polonicum Romae, Consilium moderatorum: Valerianus Meysztowicz – praeses; Maria Danilewicz Zielińska, Carolina Lanckorońska, Wanda Wyhowska de Andreis, Henricus Paszkiewicz;
- Vol.23 (1979), Edidit: Institutum Historicum Polonicum Romae, Consilium moderatorum: Valerianus Meysztowicz – praeses; Maria Danilewicz Zielińska, Carolina Lanckorońska,  Wanda Wyhowska de Andreis, Henricus Paszkiewicz;
- Vol.24 (1980), Edidit: Institutum Historicum Polonicum Romae, Editionem curaverunt: Maria Danilewicz Zielińska, Andreas Folkierski, Carolina Lanckorońska;
- Vol.25 (1981), Edidit: Institutum Historicum Polonicum Romae, Editionem curaverunt: Maria Danilewicz Zielińska, Carolina Lanckorońska;
- Vol.26 (1982/1983), Edidit: Institutum Historicum Polonicum Romae, Editionem curaverunt: Maria Danilewicz Zielińska, Andreas Folkierski, Carolina Lanckorońska;
- Vol.27/28 (1984/1985), Edidit: Institutum Historicum Polonicum Romae, Editionem curaverunt: Maria Danilewicz Zielińska, Andrzej Folkierski, Carolina Lanckorońska; Wanda Wyhowska de Andreis;